# Törökvágás
A Törökvágás (románul: Tăietura Turcului) egy természetes módon képződött hágó Kolozsvár belterületén.

## Földrajzi vonatkozások
A város nyugati részén található, Nádas-patak és a Kis-Szamos vízválasztóját szeli át. Agyagos, őskövületekben gazdag rétegei ugyanolyan korúak, mint a zsilvölgyi szenet tartalmazó rétegek. A legérdekesebb őskövület a Törökvágásból egy Tulogdy János által talált teknős. 

## Legendája
A legendák szerint az 1660-as években keletkezett. A hagyomány szerint a várost ostromló törökök vágták, hogy eltereljék a Kis-Szamos vizét a város alól és az így kiszáradt árkokon keresztül megkönnyítsék a bejutást a várba. Egy másik magyarázat szerint az ivóvíztől próbálták megfosztani a városlakókat. 
A Törökvágás kialakulását az úgynevezett Dónát-monda magyarázza meg. A legenda szerint, a Hója-erdőben élt egy Dónát nevű pásztor. Egy éjszaka arra lett figyelmes, hogy a törökök nekiláttak átvágni a hegyet, hogy a Szamost a Nádas terére vezessék, hogy ne legyen Kolozsvárnak ivóvize. Lélekszakadva befutott a városba, beszámolt az eseményről a városházán, majd kimerültségében holtan összerogyott. A városvédők hamar intézkedtek és még időben sikerült elkergetni a török seregeket. Hálából egy szobrot készítettek Dónátról, amelyet a Hója-erdő aljában állítottak fel. A legendák szerint a szobor minden éjszaka leszáll a talapzatáról, körülnéz nincs-e valami baj. Korsóját megmeríti a Szamosban és úgy tér vissza. 
A mondának több változata is létezik. Egyikben a nyáját legeltető Dónát a várost megsarcolni akaró, titkon a falak alá húzódó török sereget vesz észre. Megfújja kürtjét, életét áldozva riasztja az őrséget, a békén alvó polgárokat. A legújabban Dónát már huszárkapitány, a törököt megfutamító kolozsvári lovascsapat vezére.

## A Törökvágás napjainkban
A Törökvágás napjainkban Kolozsvár nyugati részének egyik fontos közlekedési útvonala, különösen a teherforgalom számára, hiszen összeköti a Donátnegyedet Kisbáccsal. Déli lejtőjén alakították ki a város első ipari parkját (Tetarom I), amely elsősorban elektrotechnikai cégeknek ad otthont. 

## Látnivalók
A Törökvágás nyugati oldalán kezdődik a Hója-erdő, a kolozsváriak egyik kedvenc kirándulóhelye. A gerincen áll a Néprajzi Múzeumhoz tartozó skanzen (Romulus Vuia Néprajzi Park), amelyben többek között Avram Iancu egykori havasi háza is látható.
2008-ban avatták fel a Makovecz Imre által tervezett református templomot, mely a Donát úton áll.